# Turistická značená trasa 1852
 Turistická značená trasa 1852 je 28,5 km dlouhá modře značená trasa Klubu českých turistů v okrese Ústí nad Orlicí spojující Lanšperk s Čihákem a je jednou z tras spojující podhůří Orlických hor s vlastním pohořím. Její převažující směr je severní. Trasa střídavě prochází územím Přírodního parku Orlice, v závěru pak CHKO Orlické hory.

## Průběh trasy

### Úsek Lanšperk - Letohrad
Turistická trasa má svůj počátek u nádraží v Lanšperku na rozcestí se zeleně značenou trasou 4232 Ústí nad Orlicí - Žamberk a výchozí žlutě značenou trasou 7327 do Horní Dobrouče. Trasa sleduje proti proudu Tiché Orlice cyklostezku k vlakové zastávce v Hnátnici, odtud vede po silnici na okraj obce, aby se na cyklostezku opět vrátila. Po ní dále prochází Valdštejnem, kde se opět křižuje s trasou 4232, a přichází do Červené, kde cyklostezku opouští. Po pěšině stoupá severním směrem částečně lesem a částečně loukami do osady Pustiny, kde se stáčí k východu a v souběhu s červeně značenou cestou J. S. Gutha-Jarkovského klesne do Letohradu.

### Úsek Letohrad - Pastviny
Na zdejším náměstí souběh končí a začíná nový krátký se žlutě značenou trasou 7270 Dolní Čermná - Kunvald. Trasy se rozcházejí po průchodu pod železniční tratí do Týniště nad Orlicí, trasa 1852 stoupá mezi městskými sportovišti k severovýchodu, 0,5 km sleduje silnici II/360 a poté kolem biatlonového areálu stoupá po lesní cestě do Šedivce. Po průchodu obcí přechází silnici I/11 a po místní komunikaci klesá do Nekoře. V centru obce se nachází rozcestí se zde výchozí červeně značenou trasou 0416 ke Kašparově chatě. Z Nekoře trasa 1852 stoupá po cestě nad levým břehem Divoké Orlice a poté nad vodní nádrží Pastviny II do osady Údolí. Zde přimyká k levobřežní komunikaci obsluhující chatové osady nad vodní nádraží Pastviny a po ní pokračuje do samotných Pastvin. U Studenské zátoky prochází rozcestím se zde výchozí žlutě značenou trasou 7272 do Jablonného nad Orlicí.

### Úsek Pastviny - Čihák
Z Pastvin vede trasa nadále severním směrem po levém břehu Divoké Orlice po silnici přes Lhotku do Klášterce nad Orlicí. Zpočátku vede v souběhu se zeleně značenou trasou 4233 Žamberk - České Petrovice. V centru Klášterce trasa přechází řeku na pravý břeh a prochází rozcestím se zde výchozími červeně značenou trasou 0417 do Žamberka a modře značenou trasou 1851 do Kunvaldu. Po lesních cestách a pěšinách přes několik lučních enkláv pokračuje trasa 1852 proti proudu Divoké Orlice do Orlických hor, kterými prochází skrz Zemskou bránu. U Pašerácké lávky se odklání od řeky a stoupá lesní cestou k severozápadu na rozcestí s červeně značenou Jiráskovou cestou. V souběhu s ní stoupá dále k severovýchodu nejprve k Orlické chatě a poté klesá luční a posléze lesní pěšinou zpět k Divoké Orlici. Obě trasy dále stoupají po silnici II/311 do osady Čihák, kde končí. Jiráskova cesta pokračuje dál po silnici do Českých Petrovic, na trasu 1852 zde navazuje polská rovněž modře značená trasa přecházející blízkou hranici a vedoucí k nedaleké vsi Lesica.

## Historie
- Před výstavbou cyklostezky podél Tiché Orlice měla trasa svůj počátek v centru Lanšperka odkud sestupovala lesní pěšinou k silnici II/360. Po ní vedla k odbočce k Hnátnici a dále přes železniční trať k dnešní trase.
- Mezi Červenou a Letohradem vedla trasa dříve kratším směrem podél Tiché Orlice přes Jankovice do centra města.
- V severní části Letohradu vedla trasa kolem kaple Matky Boží do prostoru nedalekého kruhového objezdu.
- Mezi Šedivcem a Nekoří vedla trasa původně západněji přes dnešní kruhový objezd na silnici I/11, dále po silnici směr Nekoř k lesíku a odtud po pěšině vpravo dolů do obce. Ještě dříve vedla po silnici až do centra obce.
- V údolí Zemské brány trasa dříve přecházela Pašeráckou lávku a ke kamennému mostu vedla pěšinou po levém břehu.[2]

## Turistické zajímavosti na trase
- Hrad Lanšperk na kopci na výchozím rozcestím
- Kostel Nejsvětější Trojice v Červené
- Hradiště Rotnek nad Červenou
- Kaple svatého Jana Nepomuckého nad Letohradem
- Morový sloup na náměstí v Letohradu
- Kostel svatého Václava v Letohradu
- Zámek Letohrad
- Muzeum Járy Cimrmana v Letohradu
- Lípa svobody v Letohradu
- Biatlonový areál Letohrad
- Kostel Nanebevzetí Panny Marie v Šedivci
- Kostel svatého Mikuláše v Nekoři
- Husův sbor v Nekoři
- Vodní nádrž Pastviny II
- Vodní nádrž Pastviny
- Kaple svatého Josefa v Pastvinách
- Kostel Nejsvětější Trojice v Klášterci nad Orlicí
- Památný Klen v Klášterci nad Orlicí
- Zemská brána
- Ledříčkova skála
- Blesková skála
- Pěchotní srub R-S 54 Na Potoku
- Pašerácká lávka
- Orlická chata
- Skalní masív Říční vyhlídka
- Skalní Stěna nad mostem
- Kaple svaté Anny na Čiháku